# Cosmos: A Spacetime Odyssey
Cosmos: A Spacetime Odyssey – amerykański serial popularnonaukowy wyprodukowany w 2014. Program jest kontynuacją serialu telewizyjnego pt. Cosmos: A Personal Voyage z roku 1980, który prezentowany był przez Carla Sagana i został uznany za bardzo ważny przykład filmów dokumentalnych. Narrator serii i astrofizyk, Neil deGrasse Tyson, był zainspirowany pracą Sagana. Serial został stworzony dzięki pomocy finansowej Setha MacFarlane’a i doświadczeniu współtwórczyni pierwowzoru, Ann Druyan (wdowy po Saganie). Serial tak jak poprzednik też ma 13 odcinków i podobny styl narracji, ale wzbogacony jest o najświeższą wiedzę i segment animowany. W programie ponownie występuje statek wyobraźni (Ship of the Imagination), ale ulepszony o animacje komputerowe. Producentem serii jest Brannon Braga. Muzykę skomponował Alan Silvestri.
W 2019 roku zostanie wyemitowany sequel do serialu pod tytułem Cosmos: Possible Worlds.

## Fabuła
Narrator programu podróżując w swoim statku wyobraźni mówi o różnych zjawiskach zachodzących we Wszechświecie jak i na Ziemi. Opowiada o naturze, życiu oraz bada zdarzenia z przeszłości, przedstawiając życiorysy różnorakich naukowców i filozofów. Część odcinków serialu zawiera również animowane historie z życia znanych osobistości.

## Aktorzy i postacie
- Neil deGrasse Tyson jako narrator
- Carl Sagan jako narrator poprzedniej edycji programu
- Peter Emshwiller jako George Tilton
- Piotr Michael jako Edmund Muskie
- Seth MacFarlane jako Giordano Bruno
- John Steven Rocha jako Robert Bellarmin
- Michael Chochol jako Jan Oort
- Kirsten Dunst jako Cecilia Payne-Gaposchkin
- Cary Elwes jako Edmond Halley oraz Robert Hooke
- Richard Gere jako Clair Patterson
- Jonathan Morgan Heit jako John Herschel
- Martin Jarvis jako Humphry Davy
- Tom Konkle jako Samuel Pepys
- Marlee Matlin jako Annie Jump Cannon
- Heiko Obermoller jako Hermann Einstein (ojciec Alberta Einsteina)
- Julian Ovenden jako Michael Faraday
- Nadia Rochelle Pfarr jako Malala Yousafzai
- Enn Reitel jako Albert Einstein
- Wesley Salter jako James Clerk Maxwell
- Amanda Seyfried jako Marie Tharp
- Alexander Siddig jako Isaac Newton
- Patrick Stewart jako William Herschel
- Oliver Vaquer jako Joseph von Fraunhofer
- Julie Wittner jako Sarah Faraday (żona Michaela Faradaya)
- Marc Worden jako Harrison Brown